# ウヨミングラプトル
ウヨミングラプトル（"Wyomingraptor"　"ワイオミングの泥棒"の意味）はモリソン累層（en）のジュラ紀後期の地層から発見された未記載のアロサウルス科の恐竜につけられた非公式の名前である。
テート博物館にあるアロサウルスとラベルされた少数の化石である。ロバート・T・バッカーは1997年にこの化石を発見し、新しい名前を提案している。しかし、この化石の公式な記載は行われておらず、科学的に精査され新属のものとされるまでこの名を使用することは出来ない。そのため、現在に至るまでウヨミングラプトルは裸名（nomen nudum）のままである。

## 参照
“Dinosaur Mailing List entry which discusses the validity of the proposed genus”. 2013年10月閲覧。